# NGC 5996
NGC 5996 ist eine Spiralgalaxie mit hoher Sternentstehungsrate vom Hubble-Typ Sc im Sternbild Schlange nördlich der Ekliptik. Sie ist schätzungsweise 151 Millionen Lichtjahre von der Milchstraße entfernt und hat einen Durchmesser von etwa 75.000 Lj. Die Galaxie steht in gravitationeller Wechselwirkung mit NGC 5994, bildet mit dieser die Konstellation Arp 72. Halton Arp gliederte seinen Katalog ungewöhnlicher Galaxien nach rein morphologischen Kriterien in Gruppen. Diese Galaxie gehört zu der Klasse Spiralgalaxien mit einem kleinen Begleiter hoher Flächenhelligkeit auf einem Arm (Arp-Katalog).
Im selben Himmelsareal befinden sich u. a. die Galaxien IC 1135 und IC 1142.
Der Typ-Ia-Supernova-Kandidat ASASSN -15db wurde hier beobachtet.
Das Objekt wurde am 21. März 1784 von Wilhelm Herschel mit einem 18,7-Zoll-Spiegelteleskop entdeckt, der sie dabei mit „pF, S, r, preceding two pretty bright stars“ beschrieb.